# ماني تشارلتون
ماني تشارلتون (بالإسبانية: Manny Charlton)‏ (و. 1941  م) هو عازف قيثارة من إسبانيا، والمملكة المتحدة، ولد في لا يينا دي لا كونسيبسيون، يستخدم آلات قيثارة، وعازف قيثارة، بدأ مشواره المهني سنة 1961.

## روابط خارجية
- ماني تشارلتون على موقع IMDb (الإنجليزية)
- ماني تشارلتون على موقع ميوزك برينز (الإنجليزية)
- ماني تشارلتون على موقع أول ميوزيك (الإنجليزية)
- ماني تشارلتون على موقع ديسكوغز (الإنجليزية)